# Вигазований простір
Вигазований простір (рос.выгазованное пространство, англ. goaf, space mined by gasification, нім. Entgasungshohlraum m, Vergasungshohlraum m) — при підземній газифікації вугілля — простір, утворений в покладі корисної копалини внаслідок підземної газифікації.